# Movimas
Os movimas eram um grupo étnico que habita, nos "Llanos de Mojos", em aldeias na margem esquerda do Rio Mamoré e ao longo do Rio Yacuma e falava uma língua isolada. Suas atividades econômicas se concentravam na caça e na pesca, enquanto que a agricultura tinha pouca expressão .